# Апотецій

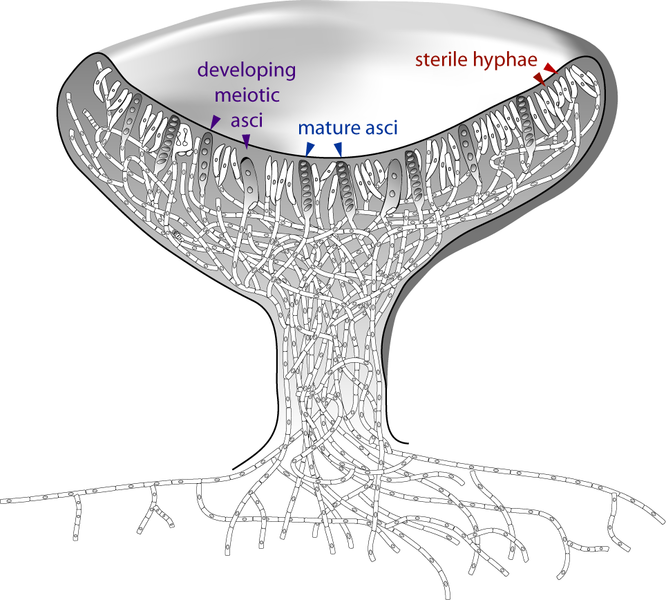
Схема розташування стерильних гіф — парафіз (sterile hyphae)та сумок-асків (mature asci) у апотеції.

Апоте́цій (грец. αποτηκη — комора) — відкритий або вторинно закритий тип плодового тіла сумчастих грибів та лишайників. 
Апотецій має звичайно блюдцеподібну форму, а спороносний шар (гіменій) розташований на його поверхні у вигляді широкого палісадного шару. Сумки гіменію мають зазвичай циліндричну форму і активно викидають спори.
Існує безліч морфологічних типів апотеціїв, що мають назви, зазвичай співзвучні із представниками. 

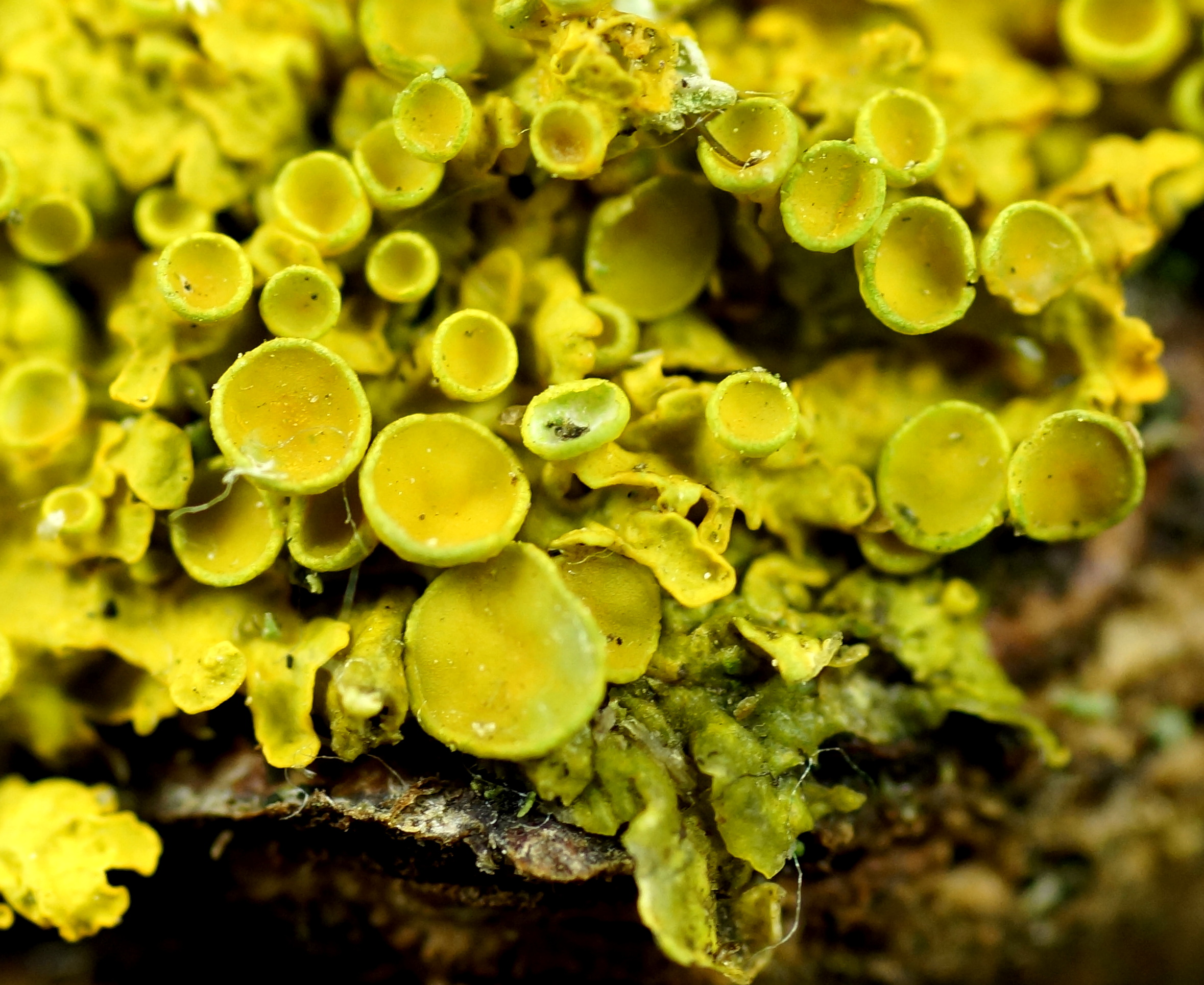
Апотеції Xanthoria parietina

Апотіції формуються у багатьох видів лишайників (у меншості перитеції). Вони мають блюдцеподібну форму, хоча зустрічаються випуклі, кулеподібні. Найбільші апотеції мають розмір 1 см, але лишайників з такими апотеціями - небагато. У більшості діаметр не перевищує кількох міліметрів. Вони розкидані по поверхні листового талома, часто посередині або по краях лопатей. У кущових лишайників апотеції знаходяться у на кінцях гілочок чи сциф. Бувають сидячими чи на ніжках, що піднімають їх над таломом. Апотеції мають таке саме забарвлення як і талом або відрізняються від нього. По будові різняться на леканоринові, лецидеіноринові та біаторинові.
- Леканоринові мають таку саму будову як і талом, тобто у апотеціях присутні водорості. Такі апотеції мають такий самий колір як і талом.
- Лецидеінові складаються виключно з гіф гриба. Зазвичай мають тверду консистенцію та темне забарвлення.
- Біаторинові мають теж складаються виключно з гіф гриба, але віднізняються яскравим кольором та м'якою консистенцією.[1]

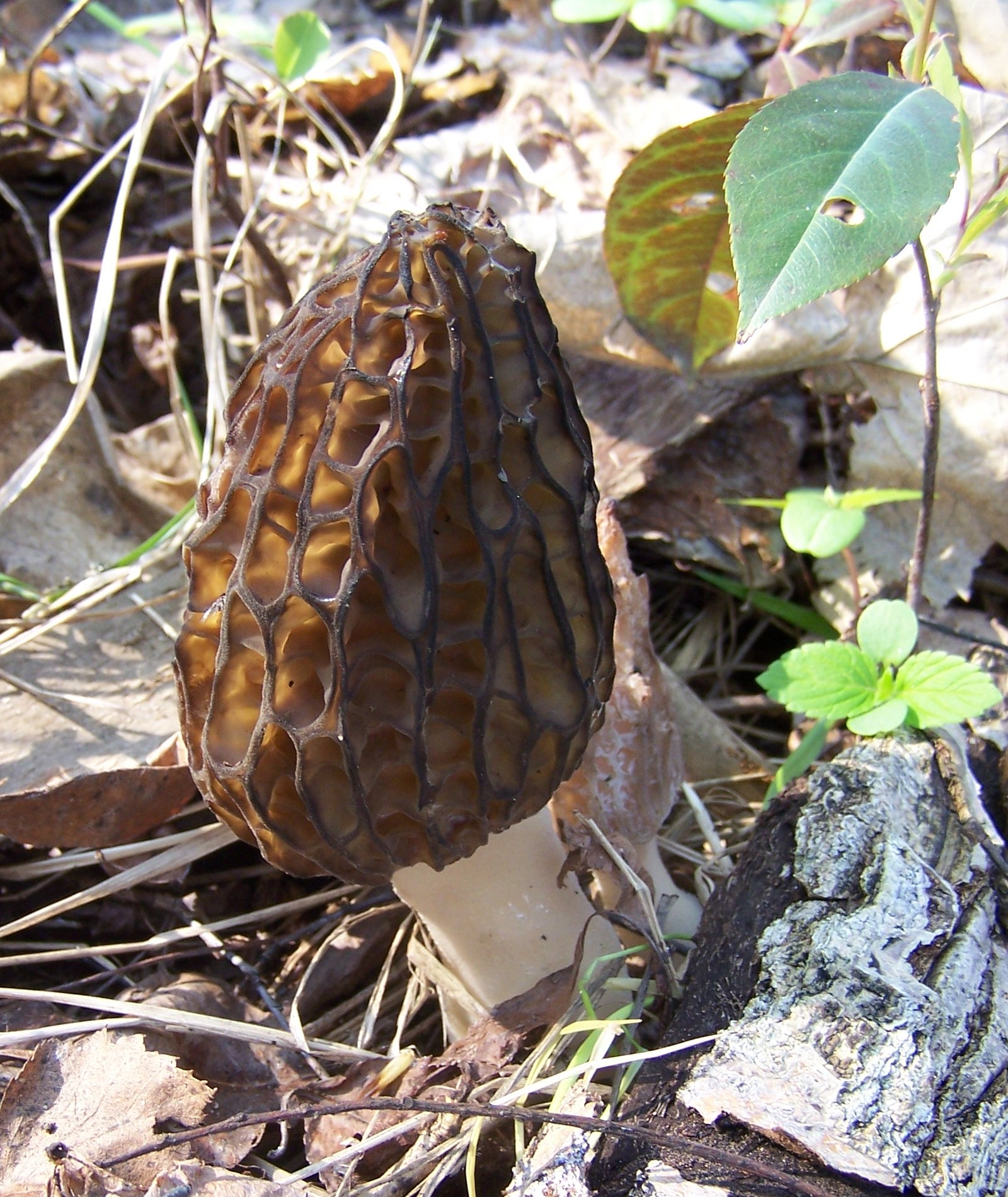
Плодове тіло зморшки, що містить численні апотеції.